# 2006 en catch
Chronologie du catch
- 2005 en catch - 2006 en catch - 2007 en catch

Les faits marquants de l'année 2006 en catch

## Janvier
4 janvier : Brock Lesnar conserve sa ceinture poids-lourd IWGP en battant Shinsuke Nakamura lors du main-event de Toukon Shidou.

## Avril
2 avril : Rey Mysterio remporte le championnat du monde poids-lourd en battant Randy Orton et le champion en titre Kurt Angle lors de WrestleMania 22. Plus tard dans la soirée, John Cena conserve le championnat de la WWE aux dépens de Triple H.

## Juin
11 juin : Rob Van Dam encaisse sa mallette Money in the Bank et remporte le championnat de la WWE en battant John Cena. À la suite de sa victoire, Paul Heyman lui remet également le championnat de l'ECW, qui était inactif depuis la fermeture de la Extreme Championship Wrestling en 2001.

## Octobre
22 octobre : Sting bat Jeff Jarrett dans un Title vs. Career match et remporte le NWA World Heavyweight Championship lors de Bound for Glory 2006.

## Décembre
23 décembre : Bryan Danielson perd sa ceinture mondiale de la ROH au profit de Homicide au cours de Final Battle 2006.

## Décès en 2006
- 16 février : Johnny Grunge (de son vrai nom Michael Durham), 39 ans[5]
- 7 juin : John Tenta, plus connu sous le nom de Earthquake, 42 ans, des suites d'un cancer de la vessie[6].
- 16 juillet : Bob Orton, Sr. à la suite d'une crise cardiaque à 76 ans[7]
- 5 octobre : Antonio Peña (en), fondateur et promoteur de la Asistencia Asesoría y Administración, à la suite d'une crise cardiaque à 55 ans[8]